# De Havilland Albatross
de Havilland  DH.91 Albatross là một loại máy bay vận tải của Anh trong thập niên 1930. Tổng cộng có 7 chiếc được chế tạo giai đoạn 1938–1939.

## Quốc gia sử dụng
Anh Quốc
- Imperial Airways sau thành British Overseas Airways Corporation
- Không quân Hoàng gia

## Tính năng kỹ chiến thuật (DH.91)
Dữ liệu lấy từ British Civil Aircraft since 1919 
Đặc điểm tổng quát
- Kíp lái: 4
- Sức chứa: 22 hành khách
- Chiều dài: 71 ft 6 in (21,80 m)
- Sải cánh: 105 ft 0 in (32,01 m)
- Chiều cao: 22 ft 3 in (6,78 m)
- Diện tích cánh: 1.078 ft² (100,2 m²)
- Trọng lượng rỗng: 21.230 lb (9.650 kg)
- Trọng lượng có tải: 29.500 lb (13.380 kg)
- Động cơ: 4 × de Havilland Gipsy Twelve, 525 hp (392 kW)  mỗi chiếc

 Hiệu suất bay 
- Vận tốc cực đại: 195 kn (225 mph, 362 km/h)
- Vận tốc hành trình: 183 kn (210 mph, 338 km/h)
- Tầm bay: 904 nmi, (1.040 mi, 1.675 km)
- Trần bay: 17.900 ft (5.455 m)
- Vận tốc lên cao: 700 ft/phút (3,5 m/s)
- Tải trên cánh: 27 lb/ft² (134 kg/m²)
- Công suất/trọng lượng: 0,07 hp/lb (120 W/kg)